# Шмаина-Великанова, Анна Ильинична
А́нна Ильи́нична Шма́ина-Велика́нова (род. 22 октября 1955, Москва, СССР) — российский библеист, гебраист и переводчик, педагог, специалист в области иудаики, истории раннего иудаизма и христианства. Доктор культурологии, профессор Центра изучения религий РГГУ. Автор статей по библеистике, истории раннего христианства, по современным проблемам богословия и по литературоведению. Занимается вопросами современного богословия и сравнением видов неритуализованного благочестия в раннем иудаизме и ранней церкви.

## Биография
Родилась 22 октября 1955 года в Москве в семье математика и будущего православного священника Ильи Ханановича Шмаина (1930—2005) и археолога, переводчицы Марии Валентиновны Житомирской (1933—2024); внучка кинорежиссёра Х. М. Шмаина и учёного в области авиационного моторостроения В. К. Житомирского (1896—1977), правнучка филолога К. Г. Житомирского, племянница художника А. Д. Кочеткова.
В 1975 году эмигрировала с родителями в Израиль.
В 1976 — 1981 годах училась на отделениях классической филологии, философии и религиоведения Иерусалимского университета.
В 1981 году вышла замуж за математика К. М. Великанова (брата правозащитницы Т. М. Великановой), жившего во Франции, и переехала в Париж. Здесь она публиковала статьи по современным вопросам богословия в журналах «Вестник РХД» и «Страна и мир», а также в еженедельнике «Русская мысль».
В 1993 году вернулась с семьёй в Россию.
С 1995 года преподает историю иудаизма, историю толкования Ветхого Завета, раввинистическую литературу и библейский иврит в Центре изучения религий РГГУ.
С 1996 года преподаёт историю иудаизма, историю толкования Ветхого Завета, раввинистическую литературу и библейский иврит и раннехристианскую литературу в Библейско-богословском институте святого апостола Андрея.
С 2002 года преподаёт в Институте философии, теологии и истории святого Фомы и Свято-Филаретовском православно-христианском институте.
В ноябре 2010 защитила в РГГУ диссертацию на соискание учёной степени кандидата культурологии по теме «Книга Руфи как символическая повесть», диссертационный совет единогласно присудил ей кандидатскую степень и 18 голосами из 20 ходатайствовал перед ВАК о возможности перезащиты её кандидатской диссертации в качестве докторской.
12 декабря 2011 года в РГГУ защитила диссертацию на соискание учёной степени доктора культурологии по теме «Книга Руфи как символическая повесть» (специальность 24.00.01 — Теория и история культуры). Официальные оппоненты — доктор исторических наук, профессор Е. Б. Рашковский, доктор исторических наук профессор А. Б. Ковельман, доктор филологических наук А. С. Десницкий. Ведущая организация — Национальный исследовательский университет «Высшая школа экономики».
Принимала участие в издании трудов митрополита Антония Сурожского, монахини Марии (Скобцовой), Симоны Вейль (также автор статьи о ней в БРЭ) и Ольги Седаковой.

### Семья
Муж — Кирилл Великанов (1946—2025), программист, сын М. А. Великанова. Дети: Мария (род. 1982), Иван (род. 1986) — дирижёр.

## Публикации
Диссертации
- Шмаина-Великанова А. И. Книга Руфи как символическая повесть Архивная копия от 29 октября 2013 на Wayback Machine : Автореферат диссертации на соискание ученой степени доктора культурологии. — М., 2011. — 26 с.

Монографии
- Наше положение: Образ настоящего/[О. Седакова, В. Бибихин, А. Шмаина-Великанова и др.]. — М. : Изд-во гуманитар. лит., 2000. — 302 с.
- Некоторые особенности раввинистического комментария: опыт прочтения «Песни Песней». // Мировое древо=Arbor mundi. Изд. РГГУ. — 2007. — № 14. — С. 63-00
- Книга Руфи: Перевод; Введение в изучение Книги Руфи; Комментарий. — М.: РГГУ, 2011. — 250 с. — 500 экз;
- Книга Руфи как символическая повесть — М.: Институт св. Фомы, 2010. — 254 с. — 1000 экз.
- История богословских идей и учений Ветхого завета: Методическое пособие для студентов магистратуры / сост. А. И. Шмаина-Великанова. — Электрон. текстовые дан. — М. : СФИ, 2016.

научные статьи
- Образ первоначальной церкви в Одах Соломона // Страницы: богословие, культура, образование. — 2000. — т. 5, № 1. — С. 3-11
- Опыт прочтения Симоны Вейль наоборот, или … прикладная отрицательная экклезиология Архивная копия от 30 декабря 2013 на Wayback Machine // Вайль С. Укоренение. Письмо клирику. — К.: Дух и литера, 2000. — С. 312—321. — ISBN 966-7888-06-1
- Аваддон // Православная энциклопедия. — М., 2000. — Т. I : А — Алексий Студит. — С. 73-74. — 40 000 экз. — ISBN 5-89572-006-4.
- Агада // Православная энциклопедия. — М., 2000. — Т. I : А — Алексий Студит. — С. 212-213. — 40 000 экз. — ISBN 5-89572-006-4.
- Адонай // Православная энциклопедия. — М., 2000. — Т. I : А — Алексий Студит. — С. 307-308. — 40 000 экз. — ISBN 5-89572-006-4.
- Акива // Православная энциклопедия. — М., 2000. — Т. I : А — Алексий Студит. — С. 390-391. — 40 000 экз. — ISBN 5-89572-006-4.
- Амораи // Православная энциклопедия. — М., 2001. — Т. II : Алексий, человек Божий — Анфим Анхиальский. — С. 178-179. — 40 000 экз. — ISBN 5-89572-007-2.
- Ашкеназийские хасиды // Православная энциклопедия. — М., 2002. — Т. IV : Афанасий — Бессмертие. — С. 229. — 39 000 экз. — ISBN 5-89572-009-9. (в соавторстве с Г. Г. Ястребовым)
- Исчезнувшая личность как проблема для церковного сознания Исчезнувшая личность как проблема для церковного сознания Архивная копия от 30 декабря 2013 на Wayback Machine // Личность в Церкви и обществе: Материалы Международной научно-богословской конференции (Москва, 17-19 сентября 2001 г.). — М.: Свято-Филаретовская московская высшая православно-христианская школа, 2003. — С. 60-66. — 448 с. ISBN 5-89100-044-X
- Библия в творчестве Бориса Пастернака // Мир Библии. — Вып. 10. — М.: ББИ, 2003.
- О поэзии и примирении. Заметки читателя Песни Песней // Труды международной богословской экуменической конференции о примирении в культуре. Минск. 2004.
- Встреча в богословии митрополита Сурожского Антония. Категория животворящего креста // Вера — Диалог — Общение : Проблемы диалога в церкви: Материалы Международной богословской конференции (Москва, 24-26 сентября 2003 г.). — М. : Свято-Филаретовский православно-христианский институт, 2004. — 462 с. — С. 432—441
- Эллинистическая проза в сравнительном освещении: роман, деяния и агада // АСПИРАНТУРА РГГУ. Образовательные программы. Филологические науки. — М., 2006. — С. 275—296. (соавторы Брагинская Н. В., Касьян М. С.)
- Предпосылки возникновения концепции брака в иудаизме: книга пророка Осии и книга Руфь // Православное учение о церковных таинствах. — V Международная богословская конференция Русской Православной Церкви 13-16 ноября 2007. — М.: Синодальная библейско-богословская комиссия. — 2009. — Т. 3 . — С. 48-55.
- Некоторые особенности раввинистического комментария : Опыт прочтения «Песни песней» // Мировое древо: международный журнал по теории и истории мировой культуры. 2007. — № 14. — С. 77-89
- Предпосылки возникновения концепции брака в иудаизме: Книга пророка Осии и Книга Руфи // Православное учение о Церковных Таинствах: V Международная богословская конференция Русской православной церкви (Москва, 13-16 ноября 2007 г.). — Т. 3 : Брак. Покаяние. Елеосвящение. Таинства и тайнодействия. — М. : Синодальная библейско-богословская комиссия, 2009. — 607 с. — С. 48-55
- Четыре стороны сота // Gaudeamus igitur. Сборник статей к 60-летию А. В. Подосинова. — М., 2010. — С. 71-88. (соавторы Брагинская Н. В., Виноградов А. Ю.,)
- Был ли крест на медовом соте? // Arbor mundi. — 2010. — Вып. 17. — С. 132—178. (соавторы Брагинская Н. В., Виноградов А. Ю.,)
- «НОМОС» и «НОМОЙ» во Второй Книге Маккавеев // Вестник РГГУ. — 2016. — № 6 (15). — С. 9-38

Переводы
- Греческие и римские авторы о евреях и иудаизме. Введения и комментарии Менахема Штерна. Русское издание под научной и литературной редакцией Н. В. Брагинской. Консультант по иудаике, участие в науч. ред. и переводе А. И. Шмаина-Великанова. Том первый. От Геродота до Плутарха. — М.-Иерусалим: Мосты культуры — Gesharim, 2000. — 632 с.
- Греческие и римские авторы о евреях и иудаизме. Введения и комментарии Менахема Штерна. Русское издание под научной и литературной редакцией Н. В. Брагинской. Консультант по иудаике А. И. Шмаина-Великанова. Том второй. Часть первая. От Тацита до Артемидора. — М.-Иерусалим: Мосты культуры — Gesharim, 2000. — 312 с.
- Греческие и римские авторы о евреях и иудаизме. Введения и комментарии Менахема Штерна. Русское издание под научной и литературной редакцией Н. В. Брагинской. Консультант по иудаике А. И. Шмаина-Великанова. Том второй. Часть вторая От Диогена Лаэртского до Симпликия. Приложение: От Алкея до грамматиков, законников и схолиастов. М.-Иерусалим: Мосты культуры-Gesharim, 2002. — 493 с.
- Четыре книги Маккавеев / перевод с древнегреческого, введение и комментарии Н. В. Брагинской, А. Н. Коваля, А. И. Шмаиной-Великановой; под общей редакцией Н. В. Брагинской; научный редактор М. Туваль. — М.: Мосты культуры/Гешарим, 2014. — 632 с.

Публицистика
- Соляной столп // Вестник русского христианского движения. 1984. — № 143 (IV). — С. 203—215.
- Об антилитературе и инициации // Вестник русского христианского движения. 1985. — № 144 (I—II)
- Инициация и эмиграция // Вестник русского христианского движения. 1986. — № 146 (I). — С. 259—268.
- О древних и новых христианских мучениках // Русская мысль. — Париж, 1997. — 13 февр. (№ 4161). — С. 9-10, прил. (Перепечатка: Церковно-общественный вестник — № 9. — С. 9.)
- О новых мучениках // Страницы. — 1998. — Т 3, № 4. — С. 504—509.
  - О новых мучениках // Христианос. 2003. — № 12. — С. 363—365.
- Образ первоначальной церкви в Одах Соломона // Страницы. — 2000. — Т. 5, № 1. — С. 3-11.
- Внехрамовая литургия матери Марии // Вестник русского христианского движения. 2000. — № 181 (III). — С. 30-46.
- Мать Мария (Скобцова), Дитрих Бонхёффер и Симона Вейль: апостольство в безрелигиозном мире // Христианос: альманах. 2000. — № 9. — С. 108—120.
- Об усыновлении // Христианос: альманах. 2000. — № 9. — С. 266—276.
- Об усыновлении // Христианос. — № 9. — Рига, 2001. — С. 266—274.
- Возможно ли движение? О времени и пространстве в общине // Духовные движения в народе Божьем : История и современность: Материалы Международной научно-богословской конференции (Москва, 2-4 октября 2002 г.). — М. : Свято-Филаретовский православно-христианский институт, 2003. — 374 с. — С. 30-37
- Исчезнувшая личность как проблема для церковного сознания // Личность в Церкви и обществе: Материалы Международной научно-богословской конференции (Москва, 17-19 сентября 2001 г.). — М. : Московская высшая православно-христианская школа, 2003. — 448 с. — С. 60-68.
- Священного Писания в жизни благочестивого иудея в эпоху ранней церкви // «Менора». 2004. — № 3.
- Почему в этом мире невозможен никакой диалог и почему он при некоторых условиях все-таки возможен? // Вера — Диалог — Общение: Проблемы диалога церкви и общества: Материалы Международной богословской конференции (Москва, 29 сентября — 1 октября 2004 г.): Памяти С. С. Аверинцева. — М. : Свято-Филаретовский православно-христианский институт, 2005. — 496 с. — С. 353—358.
- Идущий следом. «Повседневная святость» митрополита Антония Сурожского // Вышгород: литературно-художественный общественно-публицистический журнал. — 2007. — № 6 — С. 5-13.
- Хесед: о повседневной святости в учении митрополита Антония // Вестник русского христианского движения. 2008. — № 193 (I). — С. 68-76.
- Неисчислимый сонм мучеников // Новая Европа: Международное обозрение культуры и религии : фонд «Христианская Россия», 2008. — № 20. — С. 64-71.
- Анна. Хесед: солидарность между чужими // Христианская соборность и общественная солидарность: Материалы международной научно-богословской конференции (Москва, 16-18 августа 2007 г.) / Преображенское Содружество малых православных братств, Свято-Филаретовский православно-христианский институт, Журнал «Вестник русского христианского движения». — М. : Культурно-просветительский центр «Преображение», 2012. — 376 с. — С. 138—147.
- Окно митрополита Антония : о Татьяне Майданович // Предание и перевод / сост. К. Б. Сигов. — Киев : Дух i лiтера, 2014. — 432 с. — С. 310—322.
- Видеть, смотреть, не отворачиваться : Сообщение на 4-й международной конференции, посвященной наследию митр. Антония Сурожского // Вестник русского христианского движения. — 2014. — № 202 — С. 118—130.
- О Божественном невмешательстве. Чудо — закон — свобода // Вестник русского христианского движения. 2018. — № 209 — С. 26-40.